# Batocera humeridens
Batocera humeridens là một loài bọ cánh cứng trong họ Cerambycidae.